# Libérate (canción)
«Libérate» es una canción de copla de 1976 compuesta por el valenciano Vicente Raga y popularizada por el cantante toledano Rafael Conde 'El Titi'.
Para componer la canción, que trata de la liberación homosexual, Raga se inspiró en una pintada que leyó en una calle de su ciudad natal que rezaba en valenciano «Homosexual, allibera't» (Homosexual, libérate).
La canción fue parte del repertorio de artistas españoles como Paco España, La Otxoa y Tete de Linares, pero fue El Titi quien la popularizó. Con el paso del tiempo, la canción se volvió un himno LGBT.
En 2020, la escritora Valeria Vegas publicó en la editorial Dos Bigotes el libro 'Libérate: la cultura LGTBQ que abrió camino en España', enfocado en artistas, películas, canciones, salas de fiestas o revistas que fueron clave en la cultura LGTBQ de finales de la dictadura franquista y los primeros años de democracia.
En 2021, la canción sirvió de título para un musical basado en la biografía de El Titi, protagonizado por el actor Juan Ramón Castillo.